# Étienne Nétien
Pour les articles homonymes, voir Nétien.
Étienne-Benoît Nétien, né le 29 février 1820 au Val-de-la-Haye, mort le 14 janvier 1883 à Rouen, est une personnalité politique française, maire de Rouen de 1870 à 1876.

## Biographie
Négociant en vins à Rouen, il anime la vie théâtrale de sa ville, étant sociétaire du théâtre Saint-Jean dans les années 1840.
Dans les années 1859 à 1864, il est juge suppléant du tribunal de commerce.
Il se fait élire au conseil municipal de cette ville en juillet 1865 en tant qu'opposant à Napoléon III. Il a cependant la réputation d'être un républicain très modéré. En novembre 1866, il est adjoint au maire, chargé de l'instruction publique. Il est maire de Rouen au lendemain du 4 septembre 1870 jusqu'en 1876.
Devenu conseiller général dans le premier canton de Rouen, il est également député de la Seine-Inférieure du 2 juillet 1871 au 7 mars 1876.
Il est nommé chevalier de la Légion d'honneur en 1871.

## Mémoires et témoignages
Il connait l'occupation des Prussiens, que rappelle son édifice funéraire au cimetière monumental de Rouen. Ce tombeau constitue un exemple d'« architecture pompeuse » : on peut y voir « un aigle impérial de bronze observant d'un œil craintif les armoiries de la ville et le buste du disparu, allusion emphatique – et outrancière – à la dignité avec laquelle Nétien fit face à l'occupant prussien durant la guerre de 1870 ».
Le nom d'Étienne Nétien a également été donné le 30 octobre 1896 à une rue de Rouen, la rue Nétien.

## Distinctions
- Chevalier de la Légion d'honneur (1871)
- Officier de l'Instruction publique (1872)[6]

### Sources
- « Étienne Nétien », dans Adolphe Robert et Gaston Cougny, Dictionnaire des parlementaires français, Edgar Bourloton, 1889-1891 [détail de l’édition]